# Sint-Laurentiuskerk (Heemskerk)

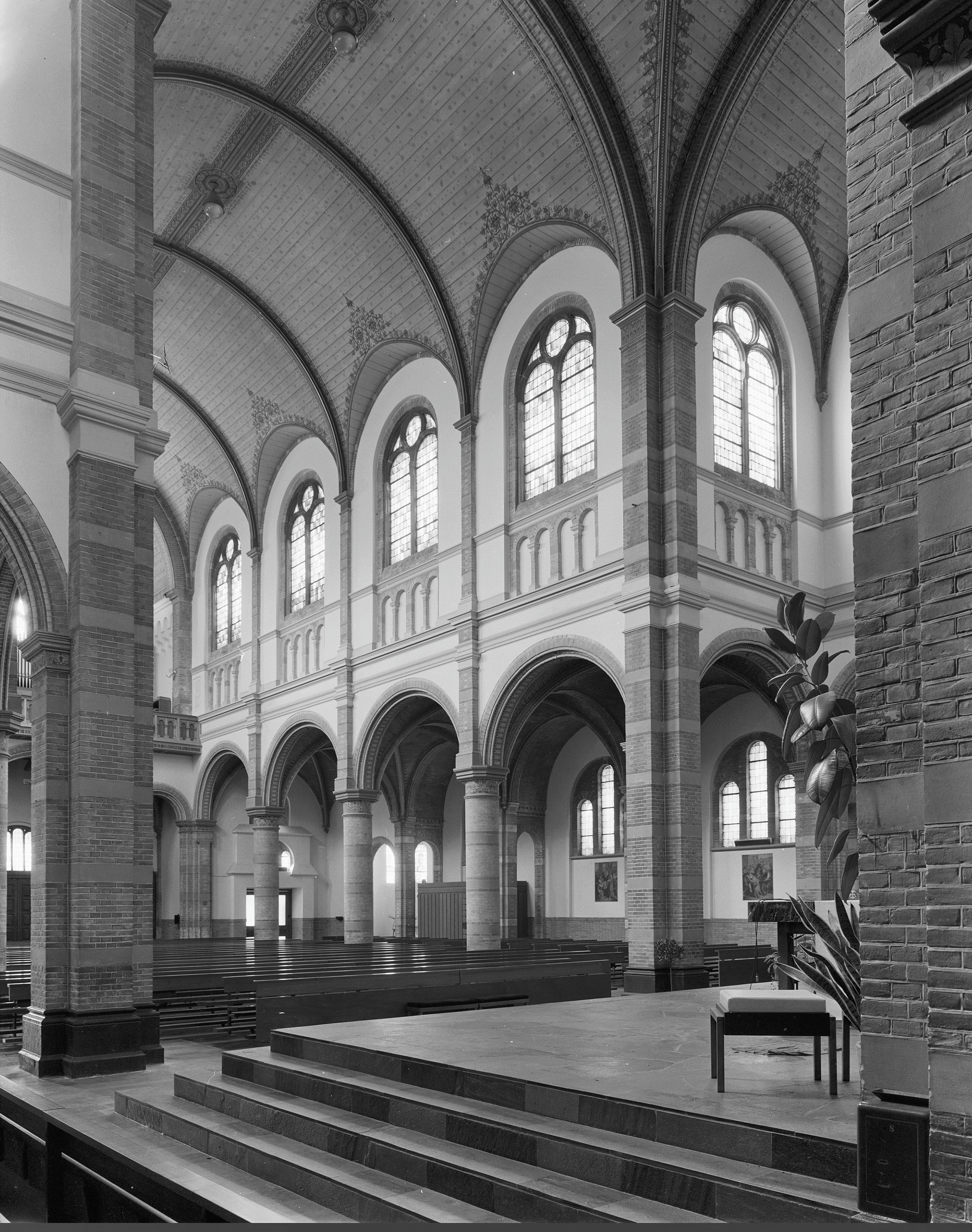
Interieur

De Sint-Laurentiuskerk is een rooms-katholieke kerk aan de Anthonie Verherentstraat 4 in Heemskerk in de Nederlandse provincie Noord-Holland.
De kerk werd tussen 1889 en 1891 gebouwd. Architect Jos Tonnaer ontwierp een driebeukige kruiskerk in neorenaissancistische stijl. De vieringtoren is 53 meter hoog en bestaat uit twee vierkante en twee achtkantige geledingen. Aan beide zijden van de voorgevel staan twee kleine traptorens.
Een van de kapellen is gewijd aan Titus Brandsma. In de kerk hangt een schilderij van de marteldood van Sint-Laurentius, dat in de 17e eeuw werd gemaakt door de Vlaamse schilder Jan Boeckhorst. De kruiswegstaties werden in 1871 gemaakt. Het kerkorgel werd in 1930 gebouwd door de firma Vermeulen.
De kerk is tot op heden in gebruik bij de parochie "Heilige Laurentius". Het kerkgebouw is een rijksmonument.

## Bron
- Website parochie - De kerk van de H. Laurentius
- Beschrijving Rijksdienst voor het Cultureel Erfgoed